# USS LST-828
O USS LST-828 foi um navio de guerra norte-americano da classe LST que operou durante a Segunda Guerra Mundial.